# Notholaena californica
Notholaena californica är en kantbräkenväxtart. Notholaena californica ingår i släktet Notholaena och familjen Pteridaceae.

## Underarter
Arten delas in i följande underarter:
- N. c. californica
- N. c. leucophylla